# Џексборо (Тексас)
Џексборо (енгл. Jacksboro) град је у америчкој савезној држави Тексас. По попису становништва из 2010. у њему је живело 4.511 становника.

## Демографија
Према попису становништва из 2010. у граду је живело 4.511 становника, што је 22 (0,5%) становника мање него 2000. године.
| Група             | 2000.         | 2010.         |
| Белци             | 3.525 (77,8%) | 3.225 (71,5%) |
| Афроамериканци    | 474 (10,5%)   | 327 (7,2%)    |
| Азијати           | 14 (0,3%)     | 21 (0,5%)     |
| Хиспаноамериканци | 487 (10,7%)   | 896 (19,9%)   |
| Укупно            | 4.533         | 4.511         |